# Łyko wtórne
Łyko wtórne, floem wtórny – złożona tkanka roślinna, powstająca przez podziały komórek miazgi twórczej – kambium. Powstaje ona po zewnętrznej stronie kambium i sięga do kory pierwotnej lub perydermy. Łyko wtórne jest jedną z tkanek przewodzących odpowiedzialnych za transport związków organicznych w roślinach naczyniowych.

## Proces powstawania łyka wtórnego
Łyko wtórne powstaje w wyniku podziałów komórek kambium – tkanki merystematycznej, która znajduje się pomiędzy łykiem pierwotnym, a ksylemem. Komórki kambium dzieląc się, różnicują się na drewno i łyko wtórne. Po zewnętrznej stronie kambium odkładane są komórki łyka wtórnego, a po stronie wewnętrznej komórki drewna wtórnego. Nowo powstałe łyko, nazywamy łykiem funkcjonującym. W przyszłości może się ono przekształcić w łyko niefunkcjonujące. Wytwarzanie łyka wtórnego jest procesem cyklicznym. W ciągu sezonu może odbyć się jeden lub kilka takich cykli. Ilość cykli jest zależna od aktywności kambium, a ta jest regulowana przez czynniki środowiskowe.

## Budowa
Łyko wtórne zbudowane jest z niżej wymienionych elementów komórkowych:
- Elementy sitowe – u roślin okrytonasiennych są to człony rurek sitowych wraz z komórkami towarzyszącymi. W przypadku roślin nagonasiennych elementami sitowymi są głównie komórki sitowe[1],
- Miękisz łykowy – w miękiszu gromadzą się substancje odżywcze takie jak skrobia, tłuszcze oraz glukoza. W niektórych jego komórkach odkładane są również kryształy szczawianu wapnia,
- Włókna łykowe – przeważnie drewnieją i obumierają. Pełnią wtedy funkcję układu mechanicznego łodygi. Włókna pozostałe w stanie żywym służą do gromadzenia materiałów zapasowych[4],
- Mleczniki – pojedyncze komórki lub ich grupy połączone ze sobą, zawierające lateks in. sok mleczny. Niekiedy pełnią one specjalne funkcje takie jak transport substancji organicznych, zabezpieczanie ran czy gromadzenie wody, jednak i tak są zaliczane do układu wydzielniczego[1][2].

Poszczególne gatunki roślin różnią się anatomiczną budową łyka i rodzajem elementów histologicznych. 

### Klasyfikacja komórek miękiszu łykowego
Poniższy podział opiera się na występowaniu lub braku połączeń komórek miękiszu z elementami sitowymi za pomocą pól sitowych.
1. Komórki białkowe – komórki mające połączenia z elementami sitowymi. Występują one u roślin iglastych. Mogą należeć do zarówno do systemu podłużnego, jak i do systemu poprzecznego. Komórki białkowe mają gęstą oraz silnie barwiącą się cytoplazmę. Nie tworzy się w nich skrobia oraz nie gromadzą żywic. Komórki te są żywe tylko i wyłącznie w łyku funkcjonującym, ponieważ obumierają wraz z komórkami sitowymi.
2. Komórka towarzysząca – zazwyczaj łączy się jedynie z siostrzanym członem rurki sitowej, choć w niektórych przypadkach może tworzyć połączenia z kilkoma członami. Połączenia te zachodzą za pośrednictwem plazmodesm. Nie każdy człon rurki sitowej ma komórkę towarzyszącą.
3. Komórki miękiszowe – nie są one tak ściśle powiązane z elementami sitowymi. Ich podstawową właściwością jest magazynowanie skrobi w łyku wtórnym. Poza skrobią, komórki te gromadzą również, głównie w okresie zimowym, znaczne ilości tłuszczów oraz glukozy, a także odkładają kryształy szczawianu wapnia[1].

## Łyko funkcjonujące i niefunkcjonujące
W łyku wtórnym, w zależności od tego, czy występują w nim żywe elementy sitowe, możemy wyróżnić dwa pokłady: łyko funkcjonujące (nowo utworzone łyko zawsze jest funkcjonujące) oraz łyko niefunkcjonujące.  
U większości gatunków drzew dwuliściennych, jak i iglastych elementy sitowe żyją i funkcjonują tylko w sezonie, w którym zostały utworzone. Okres w jakim funkcjonują w ciągu tego samego roku nie jest taki sam. Za zakończenie funkcjonowania elementów sitowych przyjmuje się moment, w którym obumierają komórki towarzyszące, a duże złogi kalozy odkładają się na polach sitowych. Zdarza się, że elementy sitowe funkcjonują po przezimowaniu na początku następnego sezonu. W takiej sytuacji elementy sitowe mogą wytwarzać kalozę spoczynkową. Niektóre rośliny np. palmy, mogą jednak funkcjonować bez wytwarzania kalozy spoczynkowej, nawet przez wiele lat. 
Okres, w którym roślina gromadzi maksymalnie dużo łyka funkcjonującego przypada na sierpień i wrzesień.  Wtedy odbywa się najbardziej intensywne odprowadzanie węglowodanów do korzeni oraz pnia rośliny. Maksymalne nagromadzenie się łyka występuje częściowo w okresie zrzucania liści, a zaraz po nim pokład rocznego przyrostu łyka znacznie się zmniejsza, czego skutkiem jest obumieranie elementów sitowych. Obumarłe elementy sitowe ulegają zgniataniu. Zmniejszenie grubości pokładu łyka powoduje uciskanie na komórki miękiszowe promieni, czego efektem jest ich skrócenie lub wyginanie. W przypadku roślin iglastych, promienie wielokrotnie nie ulegają skróceniu, zaś zmieniają przebieg na skośny.
Komórki miękiszowe łyka niefunkcjonującego nie tracą zdolności do wzrostu podziałowego. Łyko niefunkcjonujące posiada także zdolność do stycznego rozrastania się – wzrost dylatacyjny, który zachodzi na skutek grubienia kolumny drewna. Wzrost ten nie jest równomierny na całym obwodzie łyka, ale występują sektory tzw. rosnące i nierosnące. Zewnętrzne części łyka niefunkcjonującego odcięte są z reguły przez perydermę i tworzą okrywę mechaniczną w postaci martwicy korkowej.